# Ferdinand Roques
Pour les articles homonymes, voir Roques.
Ferdinand Roques, né le 21 février 1889 à Plaisance (Aveyron) et mort le 2 septembre 1978 à Saint-Amand-Montrond (Cher), est un homme politique français.

## Détail des fonctions et des mandats
Mandats parlementaires
- 30 novembre 1958 - 9 octobre 1962 : Député de la 3e circonscription du Cher
- 25 novembre 1962 - 2 avril 1967 : Député de la 3e circonscription du Cher